# Pâte à cookies
Le terme de pâte à cookies désigne un mélange d’ingrédients pour cookies qui se présente sous la forme d’une pâte malléable encore non cuite. Cette pâte est ensuite divisée en sections cuites au four pour former des cookies individuels, ou bien elle peut être consommée telle quelle.
La pâte à cookies peut être faite maison ou bien s’acheter toute prête sous des formes variées (rouleaux congelés, emballages en forme de seaux fantaisie etc.). Des desserts contenant de la pâte à cookies, tels que crème glacée, bonbons et milk-shakes sont souvent proposés dans le commerce. La pâte à cookies toute prête peut se décliner sous différentes saveurs.
Quand elle est faite maison, la recette de cette pâte comprend généralement des ingrédients courants, tels que farine, beurre, sucre blanc, sel, extrait de vanille et œufs. Puisqu’elle n’est généralement pas cuite, il n’y a nul besoin d’y ajouter d’agent levant, comme du bicarbonate de soude ou de la levure chimique. Si l’on prévoit de la cuire, le bicarbonate ou la levure y sont ajoutés. La pâte à cookies aux pépites de chocolat est une recette populaire, et se prépare en y incorporant des pépites de chocolat.

## Risques pour la santé
Par la présence d’œufs crus dans la pâte à cookies non cuite, la consommation de celle-ci augmente les risques de contracter une intoxication alimentaire. L’Agence américaine des produits alimentaires et médicamenteux (FDA) déconseille fortement la consommation de tout produit alimentaire contenant de l’œuf cru ou de la farine brute, ceci à cause des risques posés par des bactéries porteuses de maladies telles que Salmonella et E. coli,,,.
On a dénombré plusieurs épidémies liées à la consommation de pâte à cookies crue et à la présence d’agents pathogènes dans de la farine brute. Ainsi, de la farine brute fut à l’origine d’une épidémie d’E. coli dans de la pâte à cookies Nestlé Toll House, en juin 2009 ; l’aliment fut rappelé. Plus de 7000 personnes tombèrent malades, mais l’épidémie n’entraîna aucun décès,. En 2010, Nestlé prit la décision de passer au traitement thermique pour toute la farine utilisée dans la préparation de sa pâte à cookies. En 2016, General Mills rappela plusieurs farines et préparations à gâteaux après la découverte d’E. coli dans leur farine brute. En 2015, certains produits Blue Bell Ice Cream furent rappelés lorsque des Listeria monocytogenes furent découverts dans l’usine chargée de la préparation de la pâte à cookies pour la crème glacée et d’autres arômes de pâte à cookies de la marque.

## Pâte à cookies prête-à-manger
La pâte à cookies destinée à être consommée telle quelle (par exemple, dans de la crème glacée) est préparée sans œufs et avec de la farine traitée thermiquement afin de réduire la présence d’agents pathogènes microbiens.
La pâte à cookies prête-à-manger, sans œufs et préparée avec de la farine spécialement traitée, est devenue un dessert à la mode qui a entraîné l’apparition de plusieurs entreprises. Certains confiseurs proposent des desserts avec cet ingrédient, tandis que d’autres se spécialisent dans la seule fabrication et vente de la pâte.